# Vincent Pelletier
Vincent Pelletier (21 dicembre 1976) è uno schermidore canadese.

## Palmarès
In carriera ha conseguito i seguenti risultati:
- Giochi Panamericani:

Guadalajara 2011: bronzo nella spada a squadre.